# Juan Fontán Lobé
Juan Fontán Lobé (Palma de Mallorca, 21 de agosto de 1894 - Madrid, 14 de julio de 1944) fue un militar español, artillero, ingeniero naval, notable bibliógrafo africanista, gran conocedor de la Guinea Española y procurador en Cortes.

## Biografía
Ingeniero naval civil, hizo carrera militar en la guerra de Marruecos, donde sobrevivió al desastre de Annual y fue hecho prisionero por los rifeños. Se licenció como capitán de artillería.
Fue presidente de Acción Popular y propietario del periódico Acción en Las Palmas de Gran Canaria, cuyo primer número apareció en abril de 1934.
Durante los primeros años de la II República, dirigió milicias callejeras de las juventudes de Acción Popular habituales en confrontaciones políticas. Éstas formaron parte de la toma de los edificios públicos en Las Palmas durante el golpe de Estado de 1936. Compañero de Francisco Franco en la preparatoria y de promoción en el arma de Artillería, quedó como apoyo del general Orgaz en Canarias en ausencia de Franco para  asumir el mando del ejército del protectorado. Participó en la toma de la Guinea Española continental, bombardeo incluido de la ciudad de Bata, y asumió de forma interina la autoridad local, correspondiéndole a él instruir los expedientes contra funcionarios y leales a la República. 

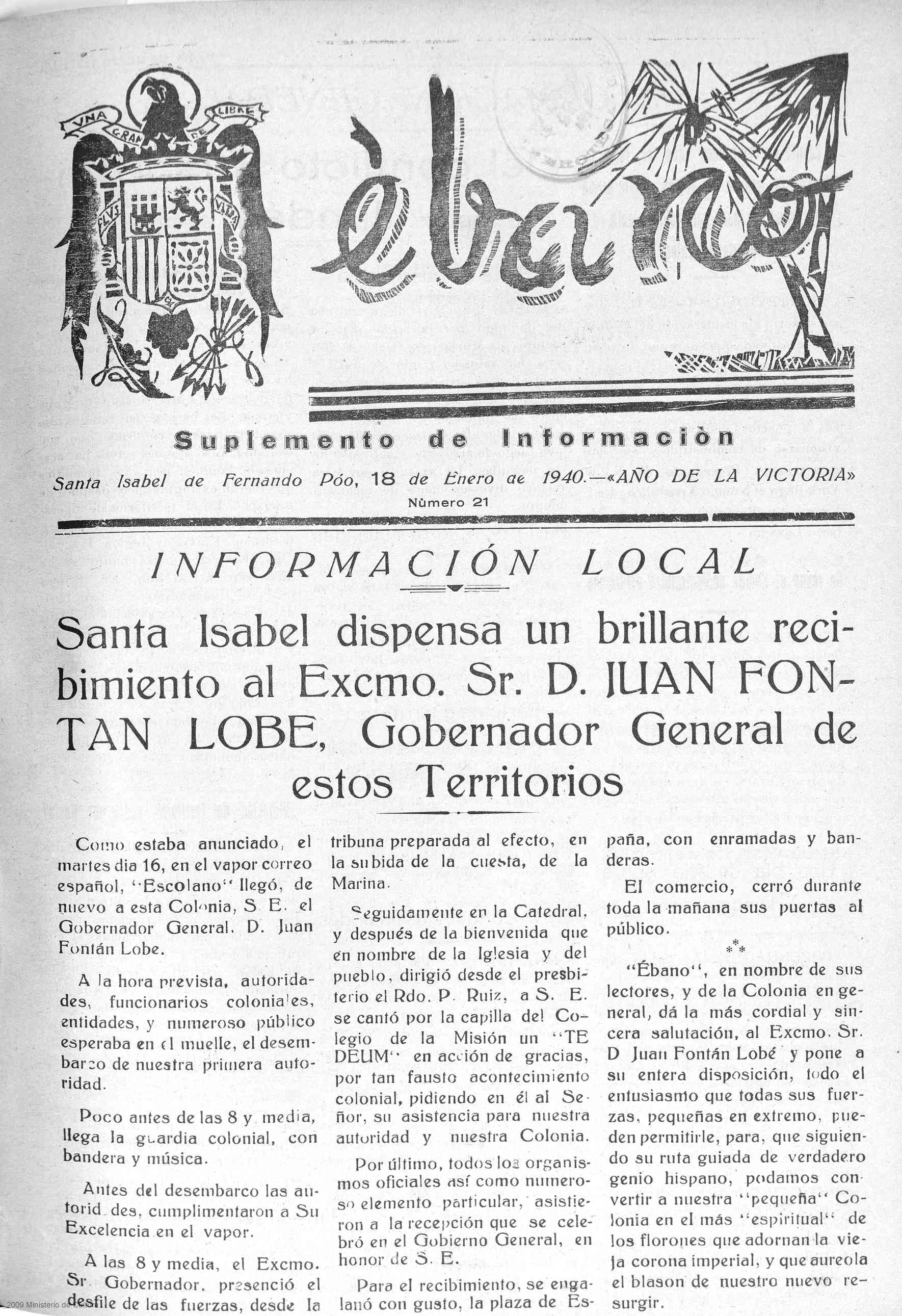
Portada de Ébano informado de la llegada del nuevo gobernador.

Reclamado para integrarse al Cuartel General de Franco en Salamanca, junto con su hermano Jesús diseñará la metodología para recopilar información y elaborar fichas personales en la Oficina de Información y Propaganda Anticomunista (OIPA).
Posteriormente fue nombrado gobernador y Jefe Provincial de FET y de las JONS de la Guinea Española desde octubre de 1937 a enero de 1942, y cesó del cargo para ser nombrado director general de Marruecos y Colonias.
De vuelta a la península como director general de Marruecos y Colonias, fue procurador en Cortes por designación directa del jefe de Estado, Francisco Franco, durante la I Legislatura de las Cortes Españolas (1943-46). Murió ocupando el cargo.

## Reconocimientos
Entre sus muchas condecoraciones contaba con la Gran Cruz de la Orden Mehdauia, la Cruz del Mérito Militar con distintivo rojo, la Encomienda con placa de Isabel la Católica, la Medalla de África, Medalla del excombatiente canario y placa de plata del Consejo de Vecinos de Santa Isabel.
Cuenta con agradecimiento (1932) del Ministerio de la Marina a petición de José Giral, director general de Navegación, Pesca e Industrias Marítimas, por su asesoría al Ministerio en representación de la .Asociación de Ingenieros Navales. 
En diferentes poblaciones como Santa Isabel, Batete de Claret o Las Palmas se dedicaron calles a su nombre. 

## Coleccionismo
La documentación histórica sobre África que Fontán Lobé fue reuniendo a lo largo de su vida, fue repartida entre la Biblioteca Nacional y el Archivo de la Administración General del Estado en Alcalá de Henares. Su legado a la Biblioteca Nacional resulta esencial por su documentación sobre Guinea.